# Куляшев, Андрей Гаврилович
Андрей Гаврилович Куляшёв (14 [26] июня 1881, Екатеринбург, Пермская губерния — не ранее 1922, РСФСР) — православный миссионер, член Высшего церковного совета (1918).

## Биография
Родился в семье мещанина. Окончил Пермскую духовную семинарию (1902) и Санкт-Петербургскую духовную академию со степенью кандидата богословия (1906).
Старший псаломщик в Спасо-Преображенском кафедральном соборе Перми, епархиальный противораскольнический миссионер-проповедник (1907).
Одновременно преподаватель в псаломщицком училище при Пермском епархиальном доме и Романовском епархиальном училище, член Совета Братства во имя святителя Стефана, руководитель епархиальных миссионерских курсов, организатор миссионерских кружков (1908). За три года его деятельности к православию обратилось 3000 человек.
Инициатор открытия и автор проекта устава пастырско-миссионерской школы имени отца Иоанна Кронштадтского, член епархиального училищного совета и Пермского комитета Православного миссионерского общества, участник Миссионерского съезда в Казани (1910).
Награждён орденом Святой Анны 3-й степени (1914).
Руководитель миссионерских курсов по обличению неверия и социализма (1916), участник чрезвычайного съезда Пермской епархии (1917).
В 1917—1918 годах член Поместного Собора Православной Российской Церкви по избранию как клирик от Пермской епархии, участвовал во всех трёх сессиях, секретарь IX и член II, III, V, X отделов, разработал проект положения о монашеской миссии.
С 1918 года председатель Пермского епархиального миссионерского братства, член Высшего Церковного Совета, инициатор создания и член Миссионерского совета. Составитель проекта указа Священного Синода от 3 января 1919 года.
Вёл курсы по богослужению и апологетике при Марфо-Мариинской обители. До 1922 года участвовал в работе высшего церковного управления.

## Сочинения
- Слово, произнесенное в обличение иоаннитов; К появлению иоанниток // Пермские епархиальные ведомости. 1907. № 32, 34.
- Неотложные нужды Пермской миссии; Разбор брошюры «Церковь Христова в опасности»; Старообрядческий раскол и секты в Пермской епархии по отчетам миссионеров за 1907 год // Пермские епархиальные ведомости. 1908. № 1/2, 24, 26.
- Слова; Беседа с австрийским начетчиком; Общеепархиальные миссионерские курсы в г. Перми // Пермские епархиальные ведомости. 1909. С. 21, 40, 62, 120, 135, 209, 252, 317, 323, 589.
- Неотложные нужды Пермской епархии; Беседа с иоаннитом Василием Чернаковым; К решению неотложных миссионерских нужд; Слово в Прощеное воскресенье; Разбор брошюры г. Пустошкина; К сведению духовенства; О предполагаемых миссионерских курсах; Слово в день памяти св. Стефана; Старообрядческий раскол и секты в Пермской епархии по отчетам миссионеров за 1907 год; Четвертый Всероссийский Киевский миссионерский съезд // Пермские епархиальные ведомости. 1908. № 1-2, 4, 6, 9, 13, 15, 24, 26, 27-28.
- Лекции по обличению раскола. Пермь, 1909.
- Слово в день Богоявления; Первые миссионерские курсы для монахинь Пермской епархии; Проповеднические поездки пермских семинаристов; Общеепархиальные миссионерские курсы в г. Перми; Слово в Великий пяток; Доклад на Казанском миссионерском съезде; Раскол в Сибири; Современные течения в русском сектантстве; Слово в часовне св. Стефана // Пермские епархиальные ведомости. 1910. № 3, 5, 14-15, 23-24, 27-28, 31.
- Третий епархиальный миссионерский съезд в городе Перми. Пермь, 1910.
- Речь // Пастырско-миссионерская школа имени незабвенного пастыря русской церкви, протоиерея о. Иоанна Кронштадтского в г. Перми. Пермь, 1911. С. 2-3.
- Лекции по обличению современного раскола. Пермь, 1911.
- Слова в кафедральном соборе; Частная миссионерская школа для мальчиков о. Михаила Ведрова; Где в Пермской епархии можно приобретать книги миссионерского содержания?; Слово на день Пятидесятницы // Пермские епархиальные ведомости. 1911. № 4, 7, 9, 14-15, 17-18, 24-25, 32.
- Перед грозой; Слова в недели блудного сына и св. жен мироносиц; Какие книги нужны для борьбы с сектантством; Секта странников пред судом истории и святоотеческого писания; Что такое сектантство? // Пермские епархиальные ведомости. 1912. № 2, 5, 13, с. 264, 569, 675.
- Слово в неделю православия; Ночь на Голгофе; Окончание учебного года в учебной семинарии; Как бороться с нарождающимся сектантством; О почитании св. храмов; Над свежей могилой незабвенного отца Феодора Рахманова; Библиография; Что выписывать? // Пермские епархиальные ведомости. 1913. № 8, 11-12, 15-17, 22, 31-36.
- Лекции по истории и обличению сектантства. Пермь, 1913.
- Деловой съезд специалистов-миссионеров в г. Перми // Миссионерское обозрение. 1913. № 11.
- Чествование протоиерея Иоанна Алексеевича Никитина по случаю его пятидесятилетнего служения в священном сане // Пермские епархиальные ведомости. 1914. № 14.
- Обозрение путешествия преосвященного Андроника, епископа Пермского и Соликамского, по церквам Пермской епархии в 1915 г. Пермь, 1915.
- Миссионерская школа для детей // Пермские епархиальные ведомости. 1915. С. 188.
- Пастырско-миссионерский съезд в с. Тауше, Осинского у.; Церковно-православное братство и его значение в деле борьбы с расколо-сектантством по вопросам церковно-приходской жизни; XVI миссионерские курсы против неверия; Начало Пермской миссии; Пред свежей могилой // Пермские епархиальные ведомости. 1916. № 11/12, 19, 29-36.
- К сведению духовенства епархии // Пермские епархиальные ведомости. 1918. № 7/9.
- Народ богомольствует // Возрождение. 1918. № 5.
- Обращение к Патриарху Тихону // Кравецкий А. Церковная миссия в эпоху перемен. М., 2012. С. 484—485.